# Anemonia viridis
Az Anemonia viridis a virágállatok (Anthozoa) osztályának tengerirózsák (Actiniaria) rendjébe, ezen belül az aktíniák (Actiniidae) családjába tartozó faj.

## Rendszertan
Még nem ismert, hogy az Anemonia viridis (Forsskål, 1775) és az Anemonia sulcata (Pennant, 1777) ugyanannak az aktíniafajnak két különböző alfaja, vagy különálló fajok.

## Előfordulása
Az Anemonia viridis előfordulási területe az Atlanti-óceán északkeleti részén és az Északi-tengerben van. A Földközi-tengerben is megtalálható.

## Alfajai
Az alábbi taxonok e faj alfajai lehetnek, bár a WoRMS szerint az összes nomen dubium, azaz „kétséges név”:
- Anemonia viridis rustica
- Anemonia viridis smaragdina

## Életmódja
Tengeri élőlény, amely a tengerpartok árapály térségében található meg. A Critomolgus actiniae és Paranthessius anemoniae nevű evezőlábú rákok élősködnek ezen az aktínián.

## Képek

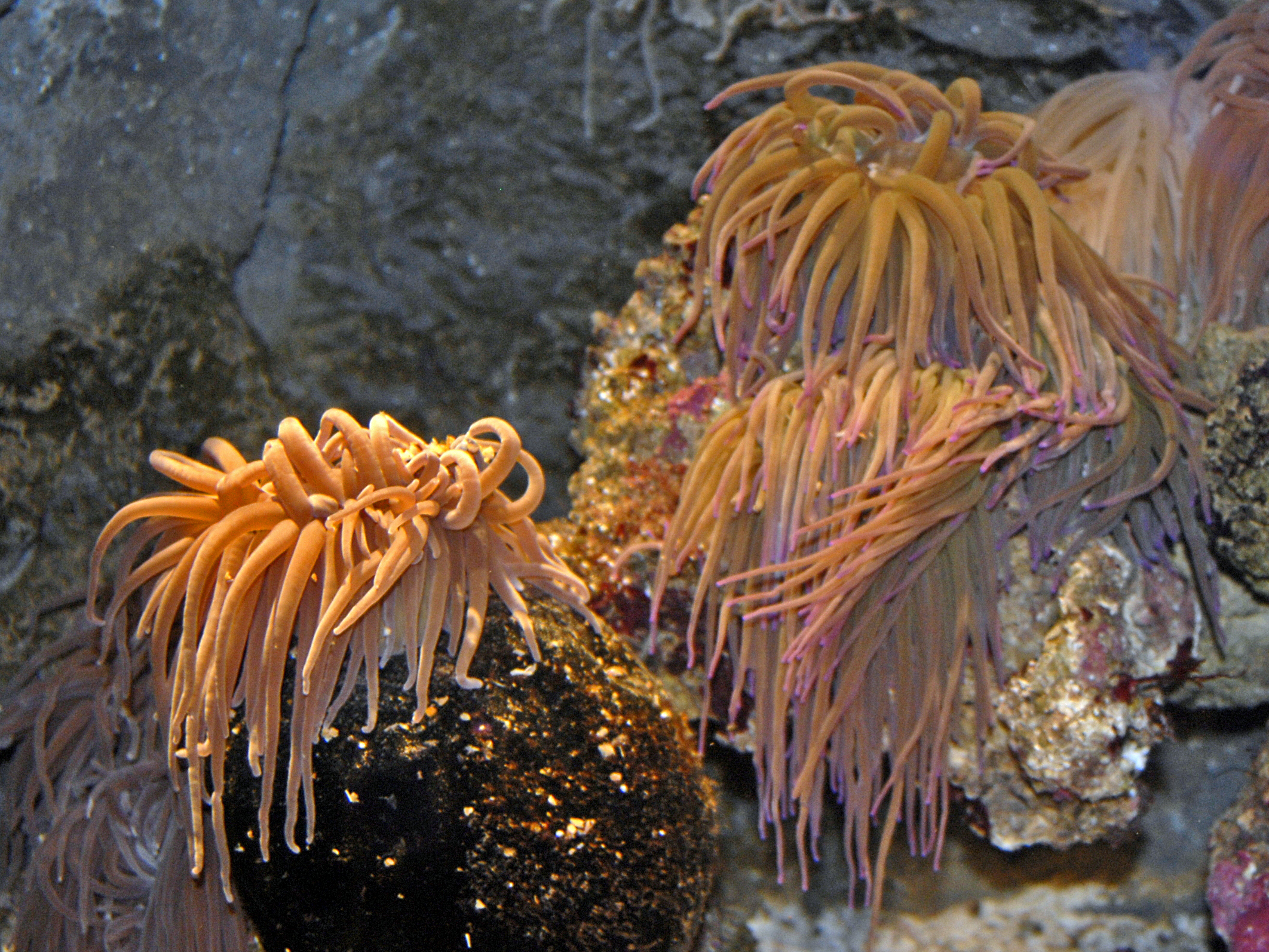
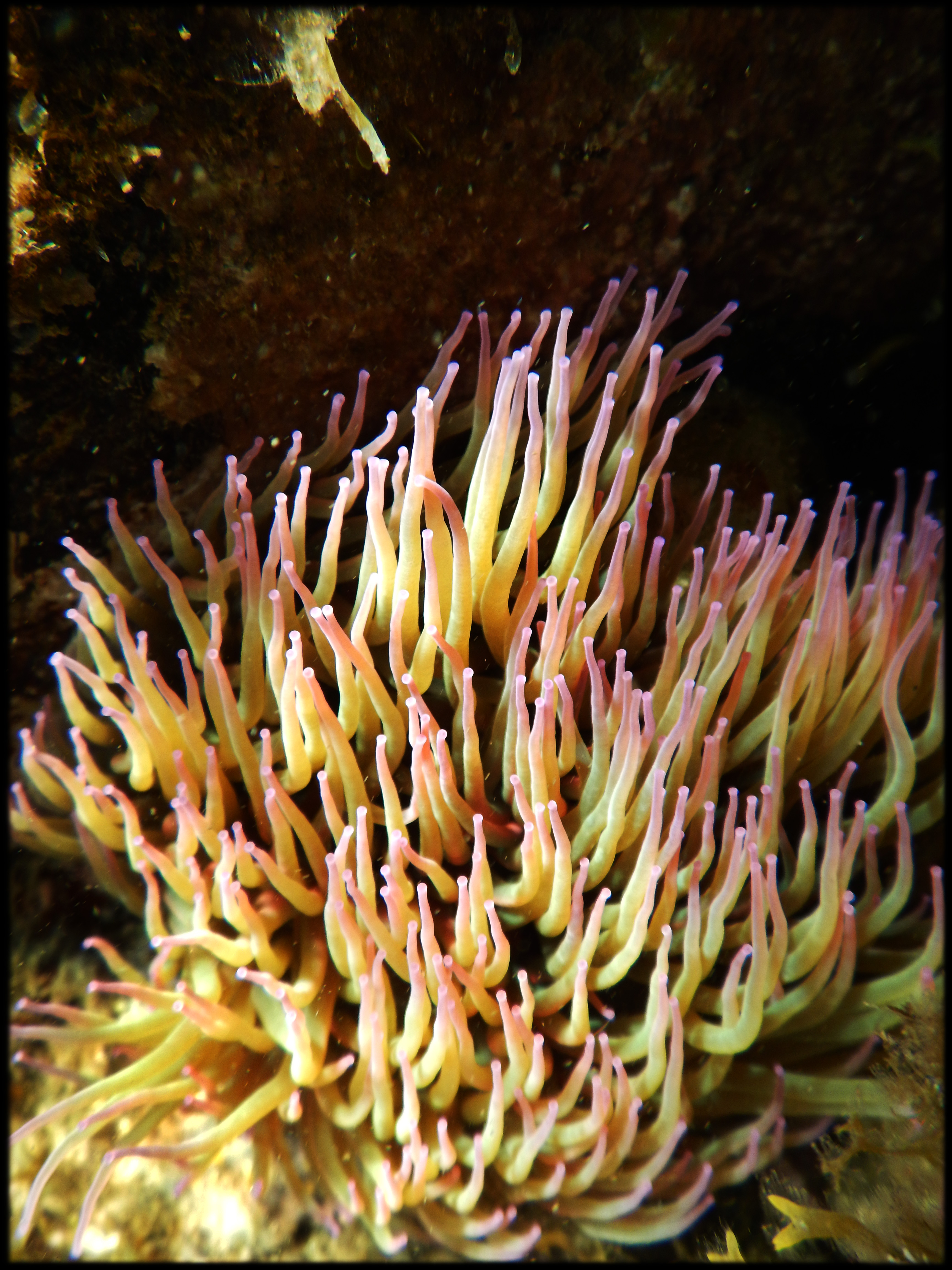
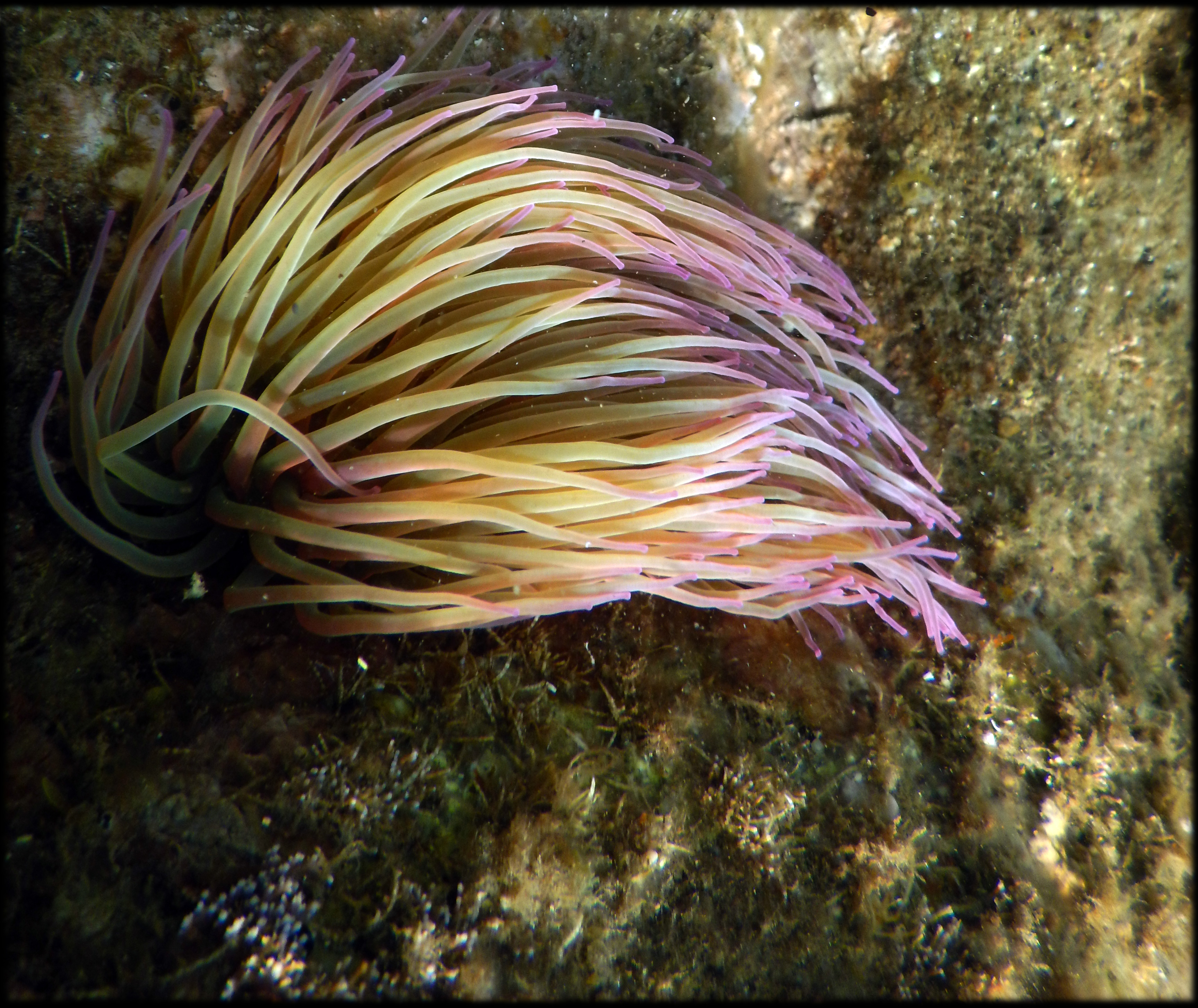
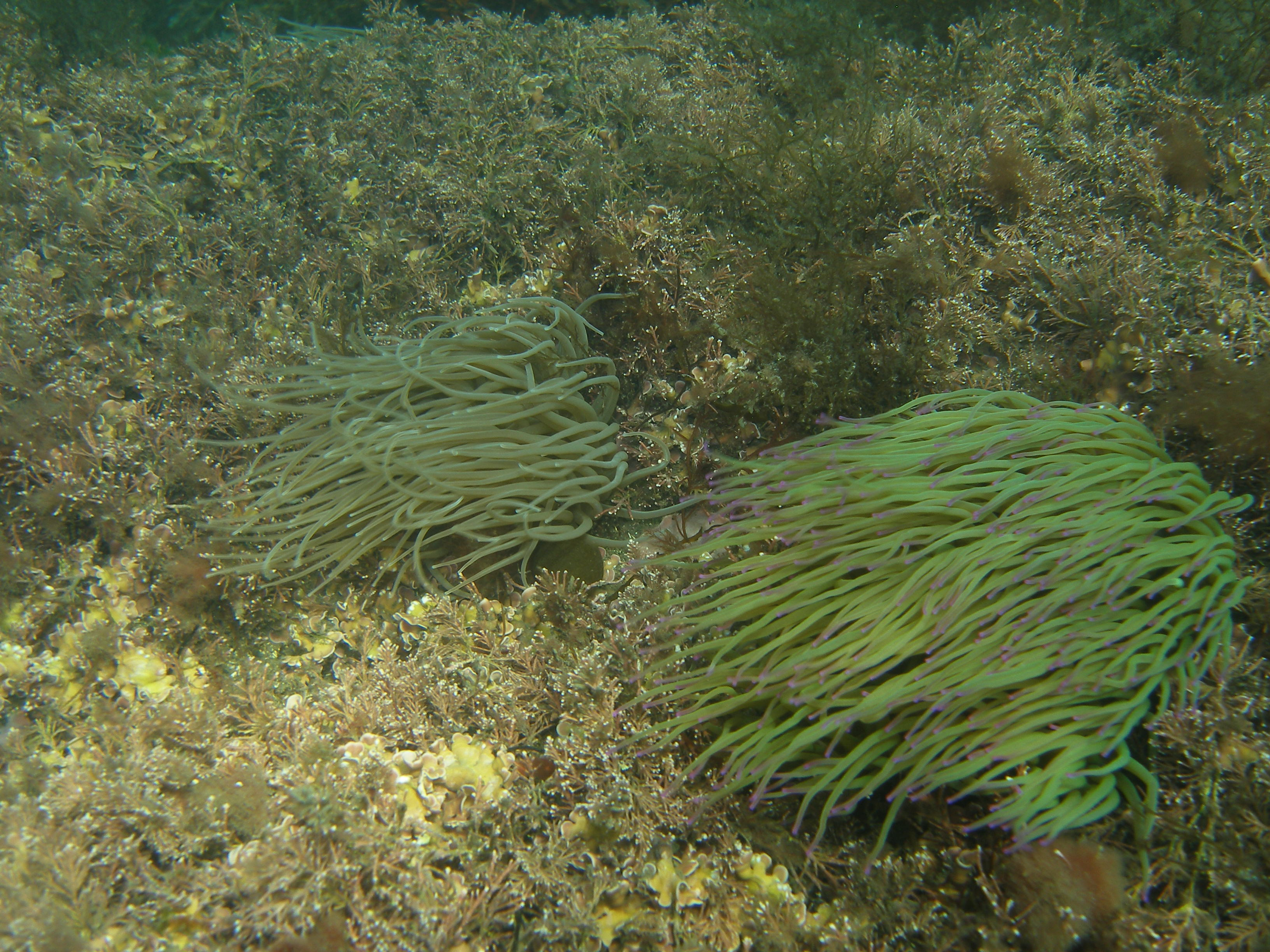